# Pierre Rey
Pour les articles homonymes, voir Rey.
Pierre Rey est un journaliste et romancier français né le 27 avril 1930 à Courthézon (près d'Avignon) et mort le 21 juillet 2006 à Paris.

## Biographie
Pierre Rey effectue des études secondaires au collège d'Orange, puis entre à l'École des beaux-arts de Paris où il étudie la peinture et l'histoire de l'Art.
Après son passage aux Beaux-Arts, il devient d'abord journaliste illustrateur et publie des dessins dans la grande presse française. Il débute à Arts et Spectacles, puis chronique les spectacles et la vie parisienne dans Paris-Presse (1959) ou Paris-Jour (1963). Il obtient le Prix de la Chronique parisienne en 1963. En 1965 il devient rédacteur en chef puis directeur (à 33 ans) de Marie Claire.
Il rompt avec cette carrière pour faire une analyse de dix années avec Jacques Lacan. Il était le dernier époux de l'actrice Pascale Roberts.

## Œuvres
- Le Grec (1972), biographie romancée d'Aristote Onassis, traduit en de nombreuses langues
- La Veuve (1976), biographie romancée de Jacqueline Kennedy
- Out (1977)[2]
- Palm Beach (1979)
- Sunset (1988)
- Une saison chez Lacan (1989) (Seuil-poche, 1999)  (ISBN 2-02-036716-5).
- Bleu Ritz (1990)
- Liouba (1992)
- Le Rocher (1995), histoire romancée de la famille Grimaldi
- Le Désir (1999)
- L'Ombre du paradis (2001)
- L'Oncle (2002)

- sous le pseudonyme de Michaël Borgia, avec Loup Durand : TNT, Robert Laffont, 1978-1980Série de 9 romans d'espionnage et d'aventure, adaptée en bande dessinée par Loup Durand et André-Paul Duchâteau.

## Télévision
- Les Roses de Dublin, série TV de 1981

## Théâtre
- La Mienne s'appelait Régine, Théâtre de l'œuvre (avec Pierre Dux et Annie Cordy), adapté au cinéma : Regina Roma de Jean-Yves Prate, avec Ava Gardner et Anthony Quinn.